# Campionato mondiale di hockey su ghiaccio maschile 2002
Il 66º Campionato mondiale di hockey su ghiaccio, organizzato sotto il patrocinio dell'International Ice Hockey Federation, si è svolto in Svezia, che lo ha ospitato nelle città di Göteborg, Karlstad e Jönköping nel periodo tra il 26 aprile e l'11 maggio 2002.
La nazionale ceca era la detentrice del titolo, in virtù del primo successo ottenuto nella storia del mondiale l'anno precedente in Germania.
Le squadre partecipanti al torneo sono stati raggruppate in gruppi di quattro, con le prime tre squadre di ogni gruppo che avevano il diritto di avanzare al turno di qualificazione. Le squadre che hanno terminato all'ultima posizione nel proprio gruppo sono state inviate al turno inferiore, ossia tra le squadre relegate al torneo di Divisione I del 2003. Le squadre che invece hanno avuto accesso al turno successivo sono state suddivise in due gruppi di sei, con le prime quattro che hanno poi avuto accesso ai playoff, mentre le due ultime sono state eliminate dal torneo. I playoff hanno visto affrontarsi le squadre in turni di eliminazione diretta, fino alla finale valida per la medaglia d'oro.
Il torneo è stato vinto dalla Slovacchia, che ha sconfitto in finale la Russia per 4-3. Al gradino più basso del podio è giunta invece la squadra della Svezia, che si è imposta sulla Finlandia nella gara valida per la medaglia di bronzo.

## Classifica
1. Slovacchia
2. Russia
3. Svezia
4. Finlandia
5. Repubblica Ceca
6. Canada
7. Stati Uniti d'America
8. Germania
9. Ucraina
10. Svizzera
11. Lettonia
12. Austria
13. Slovenia
14. Polonia (Relegata alla I Divisione per il 2003)
15. Italia (Relegata alla I Divisione per il 2003)
16. Giappone (Qualificata per l'Estremo Oriente per il 2003)